# Мемич, Мухамед
Мухамед Мемич (босн. Muhamed Memić, 2 сентября 1960, Дервента, Югославия) — югославский и боснийский гандболист, правый крайний. Бронзовый призёр летних Олимпийских игр 1988 года, чемпион мира 1986 года.

## Биография
Мухамед Мемич родился 2 сентября 1960 года в югославском городе Дервента.
Играл в гандбол за «Дервенту», «Металопластику» из Шабаца, «Слогу» из Добоя, в 1989—1991 годах — за испанский «Ксерокс Аррате» из Эйбара.
В 1981 году в составе молодёжной сборной Югославии выиграл чемпионат мира в Португалии.
В 1986 году в составе сборной Югославии завоевал золотую медаль чемпионата мира в Швейцарии.
В 1988 году вошёл в состав сборной Югославии по гандболу на летних Олимпийских играх в Сеуле и завоевал бронзовую медаль. Играл на позиции правого крайнего, провёл 3 матча, забил 2 мяча (по одному в ворота сборных США и Венгрии).
С 1992 года живёт в семьёй в Барселоне.
В течение карьеры провёл за сборную Югославии 98 матчей. В 1993 году играл за сборную Боснии и Герцеговины на Средиземноморских играх в Лангедоке — Руссельоне.